# Роланд Ґелер
Роланд Ґелер (нім. Roland Göhler, 26 березня 1943) — німецький академічний веслувальник.
Срібний призер Олімпійських Ігор 1968 року в складі розпашної четвірки зі стерновим.
Чемпіон світу 1966 року в складі розпашної двійки без стернового.